# ウェス・パーカー
モーリス・ウェスリー・パーカー（Maurice Wesley Parker、1939年11月13日 - ）は、アメリカ合衆国・イリノイ州出身の元プロ野球選手（内野手、外野手）・解説者。

## 来歴・人物

### 学生時代まで
パーカーの父親は大戦景気に乗じて爆弾工場を興し、戦後はキッチンシンクの工場に転換して財を成した富豪で、パーカーは向かいにゲイリー・クーパーが住んでいるハリウッドの豪邸で何不自由なく育った。
ハイスクールでは左利きながらアメリカンフットボールのQBとしても活躍し、クレアモント・マッケナ大学から南カリフォルニア大学へ進み、医者を志したこともあったが断念。

### MLB時代
セミプロでのプレーを経て、1963年にロサンゼルス・ドジャースと契約し、1964年にメジャーデビューを果たす。
外野守備も得意だったため、当初は一塁と外野を掛け持ちしたが、1965年から一塁手のレギュラーに定着。154試合に出場してリーグ優勝に貢献し、打撃は打率.238、8本塁打に終わったものの、51打点、リーグ最多の19犠打をマーク。「“Mr.Steady"」というニックネームが付いたほどの堅実な守備でチームを支え、ツインズとのワールドシリーズでは打率.304を記録し、チームの世界一に大きく貢献。同年オフには医者の勧めでウェイトトレーニングに取り組んでパワーアップを図り、1966年には見事成功して打率.253、12本塁打と大幅に改善。同年6月5日の試合では左右打席本塁打を達成したが、連覇を狙うワールドシリーズではオリオールズを前に昨年ほどの活躍ができず、連覇はならなかった。これを反省してデューク・スナイダーに師事し、富豪の息子であるが故に無欲すぎることを看破され、今度はメンタルの改善に着手。小技と選球眼に優れた守備の名人として地味ながらも活躍を続け、1967年から6年連続でゴールドグラブ賞（一塁手）を獲得。長打力は相変わらず無かったが、打撃自体は徐々に向上していき、1969年には打率.278、68打点を記録。以後は打撃でも存在感を発揮し、1970年には更に成績を伸ばして、リーグ5位の打率.319、僅か10本塁打でありながら111打点を稼ぎ、MVP投票で5位に入る大活躍を見せ、5月7日の試合ではサイクル安打も達成。
1971年には「私がオーナーだったら選手に大金は払わない」と発言するなど、反選手会的立場を取っていたが、1972年春に行われた史上初の選手会ストライキに反旗を翻したため解雇された。

### 南海時代
1973年は1年だけシンシナティ・レッズの解説者として過ごすが、同年オフに日本からオファーが届くと、ドジャースに頼んでFA扱いにしてもらい、1974年に南海ホークスと契約。当時給料の安かった南海であったが、年俸は奮発して8万5000ドルにも上り、パーカーはこの報酬で自宅のローンを完済している。1年のブランクにも拘わらず、日本でも自慢の一塁守備を披露する一方、打撃も好調で一時期は首位打者争いを展開。シーズンでは打率.301（リーグ5位）、14本塁打を記録すると共に57票中50票を獲得してダイヤモンドグラブ賞（一塁手）を受賞したが、長打力不足を理由に戦力構想から外れ、同年オフに阪神タイガースへ金銭トレードされる。
旅行が好きであったパーカーにとって、報酬を受け取って外国で野球をプレーするのはおいしい話であったが、旅行と住むとでは話が違った。徐々に英語の通じない暮らしが嫌になり、父親の病気もあってアメリカに帰国すると日本へは戻らずにそのまま引退。
南海時代は、遊撃手の定岡智秋に「低い送球」の意識を徹底するよう助言し、定岡は強肩を存分に発揮できるようになった。

### 引退後
俳優活動に幼い頃より関心を寄せており、現役野球選手時代の1970年にはテレビドラマ『ゆかいなブレディー家』に10秒程度出演している。
引退後は、3年ほどレッスンを受けるなど俳優としてのキャリアを進め、1979年にはテレビドラマ『Pleasure Cove』に出演し、トム・ジョーンズやシェリー・フェブレーらと共演した。また、レッズの球団専属コメンテーターを振り出しに、NBC（1978年 - 1979年）やUSAネットワーク（1980年 - 1983年）でMLBスポーツ・アナウンサーを務めた。
1980年から1992年まで古巣・ドジャースのフロントオフィスにも籍を置き、コミュニティ・リクリエーション部門で地元ファンとの交流事業に携わった。
1985年には映画『Cry from the Mountain』、1988年にはベルギーの映画でアカデミー賞ノミネート作品である『Le maître de musique』（英語題:『The Music Teacher』）へも出演している。
2007年にゴールドグラブ賞制定50周年を記念して行われた「オールタイム・ローリングス・ゴールドグラブチーム」のファン投票でも一塁手部門で1位となっている。

## 人物
日本プロ野球時代は独身だったため、パーカーが真剣に交際を望む日本人のガールフレンドがいた。しかし、当時の日本は国際結婚がまだ珍しい時代だったこともあり、その女性の両親が強硬に反対したために交際は実らなかったという。

## 詳細情報

### 年度別打撃成績
| 年 度   | 球 団   | 試 合 | 打 席 | 打 数 | 得 点 | 安 打 | 二 塁 打 | 三 塁 打 | 本 塁 打 | 塁 打 | 打 点 | 盗 塁 | 盗 塁 死 | 犠 打 | 犠 飛 | 四 球 | 敬 遠 | 死 球 | 三 振 | 併 殺 打 | 打 率 | 出 塁 率 | 長 打 率 | O P S |
| ------- | ------- | ----- | ----- | ----- | ----- | ----- | -------- | -------- | -------- | ----- | ----- | ----- | -------- | ----- | ----- | ----- | ----- | ----- | ----- | -------- | ----- | -------- | -------- | ----- |
| 1964    | LAD     | 124   | 240   | 214   | 29    | 55    | 7        | 1        | 3        | 73    | 10    | 5     | 4        | 9     | 2     | 14    | 3     | 1     | 45    | 2        | .257  | .303     | .341     | .644  |
| 1965    | LAD     | 154   | 644   | 542   | 80    | 129   | 24       | 7        | 8        | 191   | 51    | 13    | 7        | 19    | 3     | 75    | 1     | 5     | 95    | 6        | .238  | .334     | .352     | .687  |
| 1966    | LAD     | 156   | 564   | 475   | 67    | 120   | 17       | 5        | 12       | 183   | 51    | 7     | 3        | 12    | 3     | 69    | 9     | 5     | 83    | 12       | .253  | .351     | .385     | .737  |
| 1967    | LAD     | 139   | 496   | 413   | 56    | 102   | 16       | 5        | 5        | 143   | 31    | 10    | 5        | 10    | 1     | 65    | 10    | 7     | 83    | 10       | .247  | .358     | .346     | .704  |
| 1968    | LAD     | 135   | 534   | 468   | 42    | 112   | 22       | 2        | 3        | 147   | 27    | 4     | 6        | 12    | 3     | 49    | 6     | 2     | 87    | 3        | .239  | .312     | .314     | .626  |
| 1969    | LAD     | 132   | 541   | 471   | 76    | 131   | 23       | 4        | 13       | 201   | 68    | 4     | 1        | 6     | 6     | 56    | 6     | 2     | 46    | 10       | .278  | .353     | .427     | .780  |
| 1970    | LAD     | 161   | 705   | 614   | 84    | 196   | 47       | 4        | 10       | 281   | 111   | 8     | 2        | 4     | 8     | 79    | 18    | 0     | 70    | 14       | .319  | .392     | .458     | .850  |
| 1971    | LAD     | 157   | 609   | 533   | 69    | 146   | 24       | 1        | 6        | 190   | 62    | 6     | 1        | 4     | 8     | 63    | 5     | 1     | 63    | 13       | .274  | .347     | .356     | .704  |
| 1972    | LAD     | 130   | 502   | 427   | 45    | 119   | 14       | 3        | 4        | 151   | 59    | 3     | 5        | 6     | 6     | 62    | 5     | 1     | 43    | 13       | .279  | .367     | .354     | .721  |
| 1974    | 南海    | 127   | 533   | 482   | 66    | 145   | 27       | 3        | 14       | 220   | 59    | 3     | 6        | 1     | 7     | 39    | 3     | 4     | 45    | 10       | .301  | .353     | .456     | .809  |
| MLB:9年 | MLB:9年 | 1288  | 4835  | 4157  | 548   | 1110  | 194      | 32       | 64       | 1560  | 470   | 60    | 34       | 82    | 40    | 532   | 63    | 24    | 615   | 83       | .267  | .351     | .375     | .726  |
| NPB:1年 | NPB:1年 | 127   | 533   | 482   | 66    | 145   | 27       | 3        | 14       | 220   | 59    | 3     | 6        | 1     | 7     | 39    | 3     | 4     | 45    | 10       | .301  | .353     | .456     | .809  |

- 各年度の太字はリーグ最高

### 表彰
MLB
- ゴールドグラブ賞：6回 （1967年 - 1972年）
- ルー・ゲーリッグ賞 （1972年）

NPB
- ダイヤモンドグラブ賞：1回 （1974年）

### 記録
MLB
- サイクルヒット：1回 （1970年5月7日、対ニューヨーク・メッツ戦、シェイ・スタジアム）

### 背番号
- 28 （1964-1972年）
- 6 （1974年）